# حديقة حيوان بني سويف
حيوان بني سويف، هي إحدى حدائق الحيوان في مصر وتتبع الادارة المركزية لحدائق الحيوان، انشئت في عام 1996 وتم الافتتاح في 17 أبريل 1997، تبلغ مساحتها 4 فدان، وتقع في شارع صلاح سالم بمركز بني سويف بميدان العبور.

## فيسبوك
- حديقه حيوان بني سويف  على فيسبوك.
- Help rescue animals in Egypt Zoos  على فيسبوك.

## وصلات خارجية
- بالفيديو والصور.. محافظ بني سويف يتفقد حديقة الحيوان لدراسة نقلها لشرق النيل  ، صدى البلد في 12 يونيو 2014
- قرد في «حيوان بنى سويف» يقضم أصابع 10 أطفال ، المصري اليوم في 25 يناير 2012
- متحف بني سويف. في سراديب النسيان[وصلة مكسورة] ، الأهرام المسائى في 6 مايو 2012
- تطوير حديقة الحيوان في بنى سويف ، الأهرام في 4 ديسمبر 2010
- عمال حديقة حيوانات بنى سويف يطالبون الجنزورى بالتعيين  ، الصعيد أون لاين في 4 يناير 2012
- لأول مرة حديقة حيوان مفتوحة ببني سويف ، صوت البلد في 25 نوفمبر 2010
- عمال حديقة حيوانات بنى سويف يطالبون بالتعيين بعد 14 سنة عمل براتب 150 جنيهًا ، الأهرام في 5 يناير 2012
- بيبرس: فصل متحف الآثار عن حديقة حيوان بني سويف ، صدى البلد في 3 مايو 2012
- حديقة حيوان تحتوى على حيوانات نادرة برية بمحافظة بنى سويف[وصلة مكسورة] ، الوتر 18 أبريل 2013
- سيف اليزل يناقش تطوير حديقة الحيوان ببنى سويف ، اليوم السابع في 7 ديسمبر 2010
- محافظ بنى سويف يبدى استياءه من حديقة الحيوان ويقرر نقل مديرها ووضع وخطة عاجلة لتطويرها، الصعيد أون لاين في 4 ديسمبر 2012